# Lekkoatletyka na Igrzyskach Śródziemnomorskich 1951
Zawody lekkoatletyczne na pierwszych oficjalnych igrzyskach śródziemnomorskich w 1951 odbyły się w październiku w Aleksandrii. Startowali tylko mężczyźni.

## Wyniki

### konkurencje biegowe
| Konkurencja:                       | 1. miejsce                                                                              | Rezultat | 2. miejsce                                                                         | Rezultat | 3. miejsce                                                                  | Rezultat  |
| Bieg na 100 metrów                 | Stefanos Petrakis · Grecja                                                              | 10,9     | Mauro Frizzon · Włochy                                                             | 11,2     | Wolfango Montanari · Włochy                                                 | 11,2      |
| Bieg na 200 metrów                 | Antonio Siddi · Włochy                                                                  | 22,0     | Jacques Degats · Francja                                                           | 22,1     | Wolfango Montanari · Włochy                                                 | 22,1      |
| Bieg na 400 metrów                 | Jacques Degats · Francja                                                                | 47,8     | Antonio Siddi · Włochy                                                             | 47,9     | Zvonimir Sabolović · Jugosławia                                             | 48,6      |
| Bieg na 800 metrów                 | Patrick El Mabrouk · Francja                                                            | 1:50,9   | Michel Clare · Francja                                                             | 1:54,2   | Ekrem Koçak · Turcja                                                        | 1:54,7    |
| Bieg na 1500 metrów                | Patrick El Mabrouk · Francja                                                            | 3:55,8   | Cahit Önel · Turcja                                                                | 3:56,9   | Zdravko Ceraj · Jugosławia                                                  | 4:01,5    |
| Bieg na 5000 metrów                | Alain Mimoun · Francja                                                                  | 14:38,3  | Zdravko Ceraj · Jugosławia                                                         | 15:05,2  | Stevan Pavlović · Jugosławia                                                | 15:05,5   |
| Bieg na 10 000 metrów              | Alain Mimoun · Francja                                                                  | 31:07,2  | Franjo Mihalić · Jugosławia                                                        | 31:42,8  | Mustafa Özcan · Turcja                                                      | 34:27,5   |
| Maraton                            | Ahmet Aytar · Turcja                                                                    | 3:07:25  | Athanasios Ragazos · Grecja                                                        | 3:21:31  | Mohamed Omran · Królestwo Egiptu                                            | 3:24:24   |
| Bieg na 110 metrów przez płotki    | Jean-François Brisson · Francja                                                         | 15,5     | Joanis Kambadelis · Grecja                                                         | 15,8     | Mustafa Batman · Turcja                                                     | 15,8      |
| Bieg na 400 metrów przez płotki    | Armando Filiput · Włochy                                                                | 53,8     | Doğan Acarbay · Turcja                                                             | 55,1     | Igor Zupančič · Jugosławia                                                  | 55,4      |
| Bieg na 3000 metrów z przeszkodami | Božidar Đurašković · Jugosławia                                                         | 9:38,5   | Petar Šegedin · Jugosławia                                                         | 9:39,2   | Mustafa Özcan · Turcja                                                      | 9:44,9    |
| Sztafeta 4 × 100 metrów            | Włochy · Wolfango Montanari · Franco Leccese · Antonio Siddi · Mauro Frizzoni           | 42,4     | Grecja · Vassilios Sillis · Takis Ventikos · Michail Tsolakis · Stefanos Petrakis; | 43,5     | Jugosławia · Marko Račič · Zvonimir Sabolović · Boris Brandl · Petar Pecelj | 43,9      |
| Sztafeta 4 × 400 metrów            | Francja · Jacques Degats · Jean-Paul Martin du Gard · Michel Clare · Patrick El Mabrouk | 3:19,5   | Jugosławia · Igor Zupančič · Andrija Otenhajmer · Marko Račič · Zvonimir Sabolović | 3:23,4   | Turcja · Cahit Önel · Doğan Acarbay · Ekrem Koçak · Emin Doybak             | 3:25,4    |
| Chód na 10 000 metrów              | Giuseppe Dordoni · Włochy                                                               | 51:39,6  | Athanasios Aposporis · Grecja                                                      | 54:28,0  | Wahib Saleh · Królestwo Egiptu                                              | 1:04:20,9 |

### konkurencje techniczne
| Konkurencja:   | 1. miejsce                       | Rezultat | 2. miejsce                  | Rezultat | 3. miejsce                        | Rezultat |
| Skok wzwyż     | Georges Damitio · Francja        | 2,00     | Papagallo Thiam · Francja   | 1,90     | Mihajlo Dimitrijević · Jugosławia | 1,80     |
| Skok o tyczce  | Victor Sillon · Francja          | 4,00     | Rigas Efstathiadis · Grecja | 4,00     | Theodosios Balafas · Grecja       | 3,90     |
| Skok w dal     | Boris Brnad · Jugosławia         | 7,28     | Dimitrios Kipouros · Grecja | 6,96     | Avni Akgün · Turcja               | 6,85     |
| Trójskok       | Avni Akgün · Turcja              | 14,15    | Victor Sillon · Francja     | 14,13    | Fawzi Chaaban · Królestwo Egiptu  | 14,09    |
| Pchnięcie kulą | Konstantinos Giataganas · Grecja | 15,03    | Angiolo Profeti · Włochy    | 15,02    | Nuri Turan · Turcja               | 14,71    |
| Rzut dyskiem   | Giuseppe Tosi · Włochy           | 48,49    | Nikolaos Syllas · Grecja    | 46,07    | Konstantinos Giataganas · Grecja  | 43,18    |
| Rzut młotem    | Teseo Taddia · Włochy            | 52,33    | Ivan Gubijan · Jugosławia   | 51,20    | Rudolf Galin · Jugosławia         | 50,43    |
| Rzut oszczepem | Branko Dangubić · Jugosławia     | 65,82    | Halil Zıraman · Turcja      | 63,62    | Vassilios Kallimatis · Grecja     | 59,57    |
| Dziesięciobój  | Fotis Kosmas · Grecja            | 5135 pkt | Lorenzo Vecchiutti · Włochy | 5001 pkt | Rachad Khadr · Królestwo Egiptu   | 4798 pkt |

## Tabela medalowa
| Miejsce | Kraj             | Złoto | Srebro | Brąz | Razem |
| 1       | Francja          | 9     | 4      | 0    | 13    |
| 2       | Włochy           | 6     | 4      | 2    | 12    |
| 3       | Grecja           | 3     | 7      | 3    | 13    |
| 4       | Jugosławia       | 3     | 5      | 7    | 15    |
| 5       | Turcja           | 2     | 3      | 7    | 12    |
| 6       | Królestwo Egiptu | 0     | 0      | 4    | 4     |
| Razem   | Razem            | 23    | 23     | 23   | 69    |